# Violino elettrico
Il violino elettrico è un violino che al suo interno ha un'amplificazione elettronica del suono. Il termine si riferisce propriamente ad uno strumento appositamente realizzato per essere elettrificato tramite pick-up integrati e solitamente con il corpo solido. Può anche riferirsi a violini classici adattati tramite pick-up elettrici, nonostante sia più corretto parlare di "violini amplificati" o "elettro-acustici" in questo caso.
Dal punto di vista organologico, il violino elettrico è un elettrofono, anche se talvolta viene indicato come cordofono (precisamente, tra gli archi).

## Funzionamento
Il violino elettrico funziona tramite amplificazione elettrica grazie all'uso di un pick-up. Per suonarlo, quindi, è necessario un amplificatore e a differenza del violino "classico", il violino elettrico non utilizza una gamma di frequenze date unicamente dalla cassa di risonanza del violino acustico.

## Storia
Violini elettricamente amplificati furono utilizzati già dagli anni '20; Il musicista jazz e blues Stuff Smith è generalmente accreditato come uno dei primi artisti ad utilizzare pickup sui suoi violini, collegandoli quindi ad amplificatori. 
Negli anni '30 e '40 la Electro Stringed Instrument Corporation, la National String Instrument Corporation e la Vega Company iniziarono a commercializzare i primi violini elettrici.
Fender pubblicizzò un violino elettrico nel 1958, sospendendone tuttavia la produzione, che riprese successivamente all’acquisto di Fender da parte della CBS, quando il violino elettrico Fender entrò in produzione dal 1969 e fino al 1975.
Barcus Berry iniziò a produrre violini elettrici intorno alla metà degli anni '60 e all'inizio degli anni '70 il ricercatore e musicista Max Mathews iniziò a sviluppare un suo violino elettrico che raggiunse il completamento nel 1984. Durante gli anni '80 furono fondate diverse aziende che producevano violini elettrici, come RAAD o The Amazing Electric Violin e ZETA. Ad inizio anni '90 il successo commerciale dei primi produttori di violini elettrici favorì la nascita di nuovi progetti, ma la produzione e commercializzazione di violini elettrici su larga scala iniziò tuttavia intorno alla fine degli anni novanta.